# Psychotria buchtienii
Psychotria buchtienii är en måreväxtart som först beskrevs av Hubert J.P. Winkler, och fick sitt nu gällande namn av Paul Carpenter Standley. Psychotria buchtienii ingår i släktet Psychotria och familjen måreväxter. Inga underarter finns listade i Catalogue of Life.